# Средњошколски центар „Јован Дучић“ Теслић
Средњошколски центар „Јован Дучић” Теслић је носилац средњошколског образовања у општини Теслић. Налази се у улици Карађорђева 10А у Теслићу.

## Образовни профили
Средњошколски центар „Јован Дучић” Теслић садржи образовне профиле Гимназија са Општи смјером у четворогодишњем трајању, Економија, право и трговина са смеровима Економски техничар, Пословно–информатички техничар, Трговац, Здравство и Остале дјелатности, Здравство са смером Фармацеутски техничар и Остале дјелатности са смеровима Козметички техничар и Фризер.